# Anomala unicolor
Anomala unicolor är en skalbaggsart som beskrevs av Olivier 1789. Anomala unicolor ingår i släktet Anomala och familjen Rutelidae. Inga underarter finns listade i Catalogue of Life.